# Te lapa
Te lapa est un phénomène lumineux maritime, dont la réalité n'est pas établie, qui indiquerait la direction des terres.